# Grand Prix-wegrace van de DDR 1961
De Grand Prix-wegrace van de DDR 1961 was de zevende Grand Prix van het wereldkampioenschap wegrace in het seizoen 1961. De races werden verreden op 30 juli 1961 op de Sachsenring in Hohenstein-Ernstthal.

## Algemeen
Hoewel de Grand Prix van de DDR al sinds 1958 werd georganiseerd, was dit de eerste maal dat er om WK-punten werd gestreden. Er namen 63 coureurs uit 17 landen deel. De opvallendste was de Oostenrijker Bert Schneider, die in twee klassen punten scoorde en zelfs het podium haalde. Hier verscheen ook voor het eerst een machine uit de Sovjet-Unie.

## 500cc-klasse
Opnieuw werden Gary Hocking en Mike Hailwood eerste en tweede, waardoor de WK-stand nog steeds spannend bleef. Achter hen werd Bert Schneider verrassend derde. Hij scoorde zijn eerste WK-punten, net als John Farnsworth, Jack Findlay en Anssi Resko. Dat was ook het gevolg van het uitvallen van Frank Perris en Paddy Driver, terwijl veel andere vaste krachten niet naar de DDR waren afgereisd.
| Pos | Coureur           | Merk      | Tijd      | Punten |
| --- | ----------------- | --------- | --------- | ------ |
| 1   | Gary Hocking      | MV Privat | 1:05"08'8 | 8      |
| 2   | Mike Hailwood     | Norton    | +2"08'3   | 6      |
| 3   | Bert Schneider    | Norton    | +3"23'4   | 4      |
| 4   | John Farnsworth   | Norton    | +1 ronde  | 3      |
| 5   | Jack Findlay      | Norton    | +1 ronde  | 2      |
| 6   | Anssi Resko       | Norton    | +1 ronde  | 1      |
| 7   | Tommy Robinson    | Norton    | +1 ronde  |        |
| 8   | Jacques Insermini | Norton    | +2 ronden |        |
| 9   | Lothar John       | BMW       | +2 ronden |        |
| 10  | Tony Schmidt      | Norton    | +2 ronden |        |
| 11  | Vernon Cottle     | Norton    | +2 ronden |        |
| 12  | Joachim Claus     | Norton    | +3 ronden |        |
| 13  | Johannes Müller   | Norton    | +3 ronden |        |

| Coureur           | Merk   | Oorzaak |
| ----------------- | ------ | ------- |
| Frank Perris      | Norton |         |
| Paddy Driver      | Norton |         |
| Willy Van Leeuwen | Norton |         |

| Coureur              | Merk      | Oorzaak  |
| -------------------- | --------- | -------- |
| Eduardo Salatino     | Norton    |          |
| Jorge Kissling       | Matchless |          |
| Juan Carlos Salatino | Norton    |          |
| Juan Perkins         | Norton    |          |
| Ron Miles            | Norton    |          |
| Tom Phillis          | Norton    |          |
| Mike Duff            | Matchless |          |
| Fritz Messerli       | Matchless |          |
| Gyula Marsovszky     | Norton    |          |
| Roland Föll          | Matchless |          |
| Ernst Hiller         | BMW       |          |
| Hans-Günter Jäger    | BMW       |          |
| Antoine Paba         | Norton    |          |
| Alistair King        | Norton    |          |
| Bob McIntyre         | Norton    |          |
| Peter Chatterton     | Norton    |          |
| Phil Read            | Norton    |          |
| Ron Langston         | Matchless |          |
| Tom Thorp            | Norton    |          |
| Tony Godfrey         | Norton    |          |
| Alberto Pagani       | Norton    |          |
| Hugh Anderson        | Norton    | Blessure |
| Peter Pawson         | Norton    |          |
| Horacio Costa        | Norton    |          |

### Top tien tussenstand 500cc-klasse
| Pos | Coureur           | Merk                  | Ptn |
| --- | ----------------- | --------------------- | --- |
| 1   | Gary Hocking      | MV Agusta / MV Privat | 40  |
| 2   | Mike Hailwood     | Norton                | 35  |
| 3   | Bob McIntyre      | Norton                | 14  |
| 4   | Frank Perris      | Norton                | 8   |
| 5   | Hans-Günter Jäger | BMW                   | 4   |
| 5   | Antoine Paba      | Norton                | 4   |
| 5   | Tom Phillis       | Norton                | 4   |
| 5   | Ron Langston      | Matchless             | 4   |
| 5   | Bert Schneider    | Norton                | 4   |
| 10  | Alistair King     | Norton                | 3   |
| 10  | Gyula Marsovszky  | Norton                | 3   |
| 10  | Phil Read         | Norton                | 3   |
| 10  | Mike Duff         | Matchless             | 3   |
| 10  | John Farnsworth   | Norton                | 3   |

## 350cc-klasse
Voor aanvang van de race stonden Gary Hocking en Franta Šťastný samen aan de leiding van het WK. Nu won Hocking, maar Št'astný beperkte de schade door tweede te worden. Bob McIntyre klom met zijn derde plaats ook naar de derde plaats in het WK, die hij deelde met Phil Read.
| Pos | Coureur           | Merk      | Tijd      | Punten |
| --- | ----------------- | --------- | --------- | ------ |
| 1   | Gary Hocking      | MV Privat | 1:00"46'0 | 8      |
| 2   | František Šťastný | Jawa      | +22'2     | 6      |
| 3   | Bob McIntyre      | Bianchi   | +22'2     | 4      |
| 4   | Gustav Havel      | Jawa      | +2"33'8   | 3      |
| 5   | Ernesto Brambilla | Bianchi   | +2"48'3   | 2      |
| 6   | Bert Schneider    | Norton    |           | 1      |
| 7   | Jack Findlay      | Norton    |           |        |
| 8   | Tommy Robinson    | Norton    |           |        |

| Coureur          | Merk   | Oorzaak   |
| ---------------- | ------ | --------- |
| Ralph Rensen (†) | Norton | Overleden |
| Hugh Anderson    | Norton | Blessure  |

| Coureur          | Merk    |
| ---------------- | ------- |
| Rudi Thalhammer  | Norton  |
| Frank Perris     | Norton  |
| Mike Duff        | AJS     |
| Hans Pesl        | Norton  |
| Alan Shepherd    | AJS     |
| Alistair King    | Bianchi |
| Derek Minter     | Norton  |
| Mike Hailwood    | AJS     |
| Phil Read        | Norton  |
| Ron Langston     | AJS     |
| Roy Ingram       | Norton  |
| Tommy Robb       | AJS     |
| Silvio Grassetti | Benelli |

### Top tien tussenstand 350cc-klasse
| Pos | Coureur           | Merk                  | Ptn |
| --- | ----------------- | --------------------- | --- |
| 1   | Gary Hocking      | MV Agusta / MV Privat | 22  |
| 2   | František Šťastný | Jawa                  | 20  |
| 3   | Phil Read         | Norton                | 10  |
| 3   | Bob McIntyre      | Bianchi               | 10  |
| 5   | Gustav Havel      | Jawa                  | 9   |
| 6   | Ralph Rensen (†)  | Norton                | 7   |
| 7   | Ernesto Brambilla | Bianchi               | 5   |
| 8   | Rudi Thalhammer   | Norton                | 4   |
| 9   | Derek Minter      | Norton                | 3   |
| 10  | Hans Pesl         | Norton                | 2   |
| 10  | Frank Perris      | Norton                | 2   |

## 250cc-klasse
In de 250cc-race bleven de Honda-coureurs elkaar punten afsnoepen. Dit keer won Mike Hailwood voor Jim Redman en Kunimitsu Takahashi. Daarmee kwam Hailwood alleen aan de leiding te staan, gevolgd door Redman. MZ kon in haar thuisrace geen vuist maken.
| Pos | Coureur             | Merk  | Tijd    | Punten |
| --- | ------------------- | ----- | ------- | ------ |
| 1   | Mike Hailwood       | Honda | 50"00'7 | 8      |
| 2   | Jim Redman          | Honda | +25'9   | 6      |
| 3   | Kunimitsu Takahashi | Honda |         | 4      |
| 4   | Tom Phillis         | Honda |         | 3      |
| 5   | Alan Shepherd       | MZ    |         | 2      |
| 6   | Werner Musiol       | MZ    |         | 1      |
| 7   | László Szabó        | MZ    |         |        |
| 8   | Bob McIntyre        | Honda |         |        |
| 9   | Gustav Havel        | Jawa  |         |        |

| Coureur     | Merk  | Oorzaak |
| ----------- | ----- | ------- |
| John Hartle | Honda |         |

| Coureur           | Merk                  |
| ----------------- | --------------------- |
| Luigi Taveri      | Honda                 |
| František Šťastný | Jawa                  |
| Ernst Degner      | MZ                    |
| Hans Fischer      | MZ                    |
| Dan Shorey        | NSU                   |
| Silvio Grassetti  | Benelli               |
| Tarquinio Provini | Morini                |
| Fumio Ito         | Yamaha                |
| Naomi Taniguchi   | Honda                 |
| Sadao Shimazaki   | Honda                 |
| Yoshikazu Sunako  | Yamaha                |
| Gary Hocking      | MV Agusta / MV Privat |

### Top tien tussenstand 250cc-klasse
| Pos | Coureur             | Merk            | Ptn     |
| --- | ------------------- | --------------- | ------- |
| 1   | Mike Hailwood       | Mondial / Honda | 34      |
| 2   | Jim Redman          | Honda           | 31 (32) |
| 3   | Tom Phillis         | Honda           | 29      |
| 4   | Kunimitsu Takahashi | Honda           | 19      |
| 5   | Silvio Grassetti    | Benelli         | 9       |
| 6   | Gary Hocking        | MV Agusta       | 8       |
| 7   | Tarquinio Provini   | Morini          | 7       |
| 8   | Bob McIntyre        | Honda           | 6       |
| 9   | Alan Shepherd       | MZ              | 4       |
| 9   | Fumio Ito           | Yamaha          | 4       |

## 125cc-klasse
In de 125cc-klasse won Ernst Degner zijn thuisrace, voor Tom Phillis en Kunimitsu Takahashi. Daarmee kon hij Phillis nog steeds niet bedreigen, maar hij maakte zich wel los van Jim Redman, die slechts zesde werd. Overigens passeerde Luigi Taveri de finish als derde, maar hij werd gediskwalificeerd.
| Pos | Coureur             | Merk  | Tijd    | Punten |
| --- | ------------------- | ----- | ------- | ------ |
| 1   | Ernst Degner        | MZ    | 48"09'1 | 8      |
| 2   | Tom Phillis         | Honda | +30'3   | 6      |
| 3   | Kunimitsu Takahashi | Honda | +57'2   | 4      |
| 4   | László Szabó        | MZ    |         | 3      |
| 5   | Walter Brehme       | MZ    |         | 2      |
| 6   | Jim Redman          | Honda |         | 1      |
| 7   | Hartmut Bischoff    | MZ    |         |        |

| Coureur          | Merk    | Oorzaak   |
| ---------------- | ------- | --------- |
| Ralph Rensen (†) | Bultaco | Overleden |

| Coureur      | Merk  | Oorzaak |
| ------------ | ----- | ------- |
| Luigi Taveri | Honda |         |

| Coureur             | Merk        |
| ------------------- | ----------- |
| Héctor Pochettino   | Bultaco     |
| Hans Fischer        | MZ          |
| Werner Musiol       | MZ          |
| Ricardo Quintanilla | Bultaco     |
| Alan Shepherd       | MZ          |
| Mike Hailwood       | EMC / Honda |
| Phil Read           | EMC         |
| Rex Avery           | EMC         |
| John Grace          | Bultaco     |
| Naomi Taniguchi     | Honda       |
| Sadao Shimazaki     | Honda       |
| Teisuke Tanaka      | Honda       |
| Ulf Svensson        | Ducati      |

### Top tien tussenstand 125cc-klasse
| Pos | Coureur             | Merk        | Ptn |
| --- | ------------------- | ----------- | --- |
| 1   | Tom Phillis         | Honda       | 40  |
| 2   | Ernst Degner        | MZ          | 31  |
| 3   | Jim Redman          | Honda       | 22  |
| 4   | Luigi Taveri        | Honda       | 18  |
| 5   | Mike Hailwood       | EMC / Honda | 14  |
| 6   | Alan Shepherd       | MZ          | 12  |
| 7   | Walter Brehme       | MZ          | 7   |
| 8   | Kunimitsu Takahashi | Honda       | 6   |
| 9   | Hans Fischer        | MZ          | 3   |
| 9   | Phil Read           | EMC         | 3   |
| 9   | László Szabó        | MZ          | 3   |

1958 · 1959 · 1960 · 1961 · 1962 · 1963 · 1964 · 1965 · 1966 · 1967 · 1968 · 1969 · 1970 · 1971 · 1972 · 1973 · 1974 · 1975 · 1976 · 1977 · 1978 · 1979 · 1980 · 1981 · 1982 · 1983 · 1984 · 1985 · 1986 · 1987 · 1988 · 1989